# Liste der österreichischen Botschafter in Argentinien

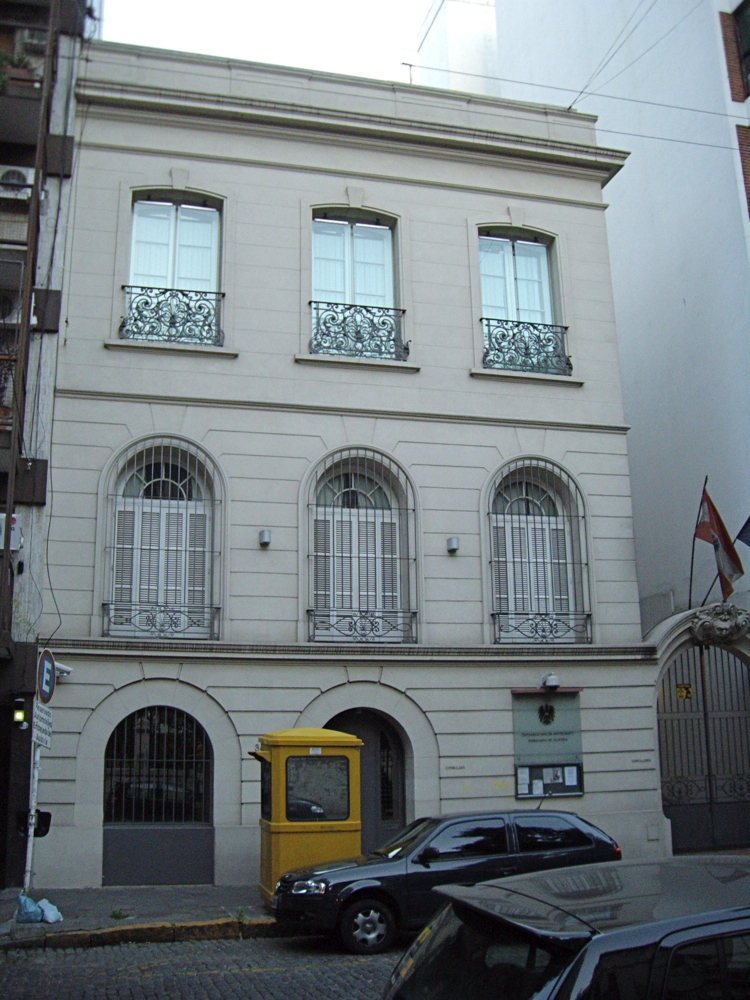
Österreichische Botschaft in Belgrano (Buenos Aires).

Der österreichische Botschafter residiert in Buenos Aires. Der Amtsbereich umfasst die Länder Argentinien, Paraguay und Uruguay. Österreich unterhält mit Argentinien seit 15. Dezember 1872 diplomatische Beziehungen.
1870 erhielt eine österreichisch-ungarische handelspolitische Expedition vom Giacomo Parravicini di Casanova (* 13. März 1804 in Ayamonte; 1. November 1882 in Buenos Aires) k.u.k. Konsul in Buenos Aires:
- einen Bericht über den Handel der argentinischen Republik von Franz Mosser, Angestellter der 1869 gegründeten Dampfschiffahrtsgesellschaft „Italo-Platense“, Buenos Aires, 30. Oktober 1870;
- einen Bericht über die Handelsverhältnisse der Argentinischen Republik, von dem Kaufmann Moritz Schweitzer.[2]

Liste lückenhaft
| Ernannt / Akkreditiert | Name                       | Bemerkungen | ernannt während der Regierung von | akkreditiert während der Regierung | Posten verlassen |
| ---------------------- | -------------------------- | --- | --------------------------------- | ---------------------------------- | ---------------- |
| 1904                   | Hugo Rhemen von Barensfeld | | Franz Joseph I.                   | Julio Argentino Roca               |                  |
| 26. Juli 1911          | Otto von Hoenning O’Carrol | (* 1861; † 1926) | Franz Joseph I.                   | Roque Sáenz Peña                   | 11. Nov. 1918    |
| 1912                   | Miloslav Kobr              | Generalkonsul, (* 7. Juni 1878 in Roudnice nad Labem)                                                                                  | Franz Joseph I.                   | Roque Sáenz Peña                   | 1918             |
| 1928                   | Alfons Knaffl-Lenz         | | Ignaz Seipel                      | Hipólito Yrigoyen                  | 1931             |
| 13. Jan. 1948          | Otto Günther               | | Leopold Figl                      | Juan Peron                         | 1950             |
| 1950                   | Stephan Tauschitz          | | Leopold Figl                      | Juan Peron                         | 1954             |
| 1954                   | Max Löwenthal-Chlumecky    | | Julius Raab                       | Juan Peron                         | 1955             |
| 1956                   | Meinrad Falser             | | Julius Raab                       | Pedro Eugenio Aramburu             | 1958             |
| 1958                   | Wolfgang Höller            | | Julius Raab                       | Arturo Frondizi                    | 1964             |
| 1983                   | Hans J. Mathé              | Johann Mathe Doktor der Rechte 3\|1968 – 12\|1969 Botschafter in Lima.                                                                 | Fred Sinowatz                     | Raúl Alfonsín                      |                  |
| 1985                   | Albert Rohan               | | Fred Sinowatz                     | Raúl Alfonsín                      |                  |
| 1990                   | Gerhard Heible             | (* 1929) | Franz Vranitzky                   | Carlos Menem                       |                  |
| 1994                   | Wolfgang Kriechbaum        | (* 28. August 1942 in Wels (Stadt)) Studium der Rechtswissenschaft an der Universität Innsbruck, 2000 bis 2004 Botschafter in Lissabon | Franz Vranitzky                   | Carlos Menem                       |                  |
| 1999                   | Yuri Standenat             | | Viktor Klima                      | Fernando de la Rúa                 |                  |
| 2004                   | Gudrun Graf                | | Wolfgang Schüssel                 | Néstor Kirchner                    |                  |
| 2010                   | Robert Zischg              | | Werner Faymann                    | Cristina Fernández de Kirchner     | 2013             |
| Aug. 2013              | Karin Proidl               | | Werner Faymann                    | Cristina Fernández de Kirchner     | 2017             |
| 2017                   | Christoph Meran            | | Christian Kern                    | Mauricio Macri                     | 2021             |
| 2021                   | Andreas Melán              | |                                   |                                    |                  |